# Tragulus versicolor
Tragulus versicolor (Оленець багатобарвний) — вид ссавців роду Tragulus родини Оленцеві. Інші назви «в'єтнамський миша-олень», «срібноспинний оленець», «аннамський канчіль». До 2004 року часто розглядався як підвид Tragulus napu. Вважається найменшим парнокопитим.
Вид входить до переліку 25 найбільш розшукуваних видів, які перебувають у центрі уваги Глобального фонду охорони дикої природи (GWC). У листопаді 2019 було повідомлено, що група науковців у районі міста Нячанг успішно сфотографувала цей вид у дикій природі вперше за 30 років.

## Опис
Завдовжки в середньому сягає 20—25 см (максимум 50 см). Загальна вага становить до 5 кг (зазвичай близько 2 кг). Голова маленька, схожа на мишу. Роги відсутні. Різці, які зовні нагадують ікла, у самців більші ніж у самиць. Вони ростуть все життя і замінюють самцям роги під час боїв за територію і самиць. Ноги доволі тоненькі.
Голова й передня частина мають червонувато-коричневий відтінок, задня частина і спина сріблясто-сірі. Черево у цього виду від світло-сірого до білого забарвлення.

## Спосіб життя
Воліє до рясних вологих лісів у гірській місцині. Веде нічний спосіб життя. Живиться рослинною їжею. Проте життя цієї тварини слабко вивчена.
Веде усамітнене життя, утворюючи пари лише під час парування. Шлюбний період припадає на червень-липень. Вагітність триває 140 днів.

## Розповсюдження
Є ендеміком В'єтнаму, зустрічається лише в східній частині Аннамських гіп. Є об'єктом мисливського полювання. Чисельність популяції невідома.